# Appias libythea
Appias libythea är en fjärilsart som först beskrevs av Fabricius 1775.  Appias libythea ingår i släktet Appias och familjen vitfjärilar. Inga underarter finns listade i Catalogue of Life.

## Bildgalleri

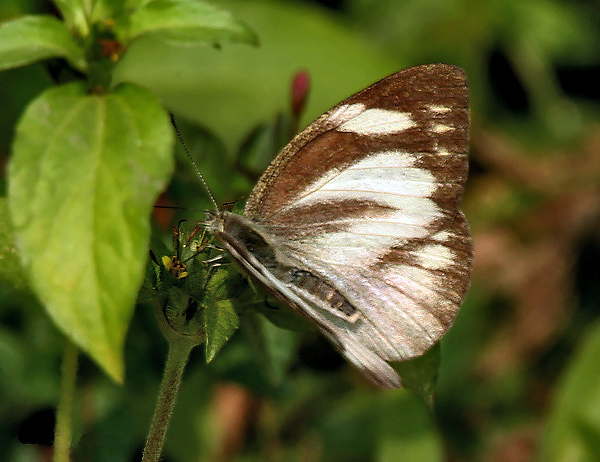
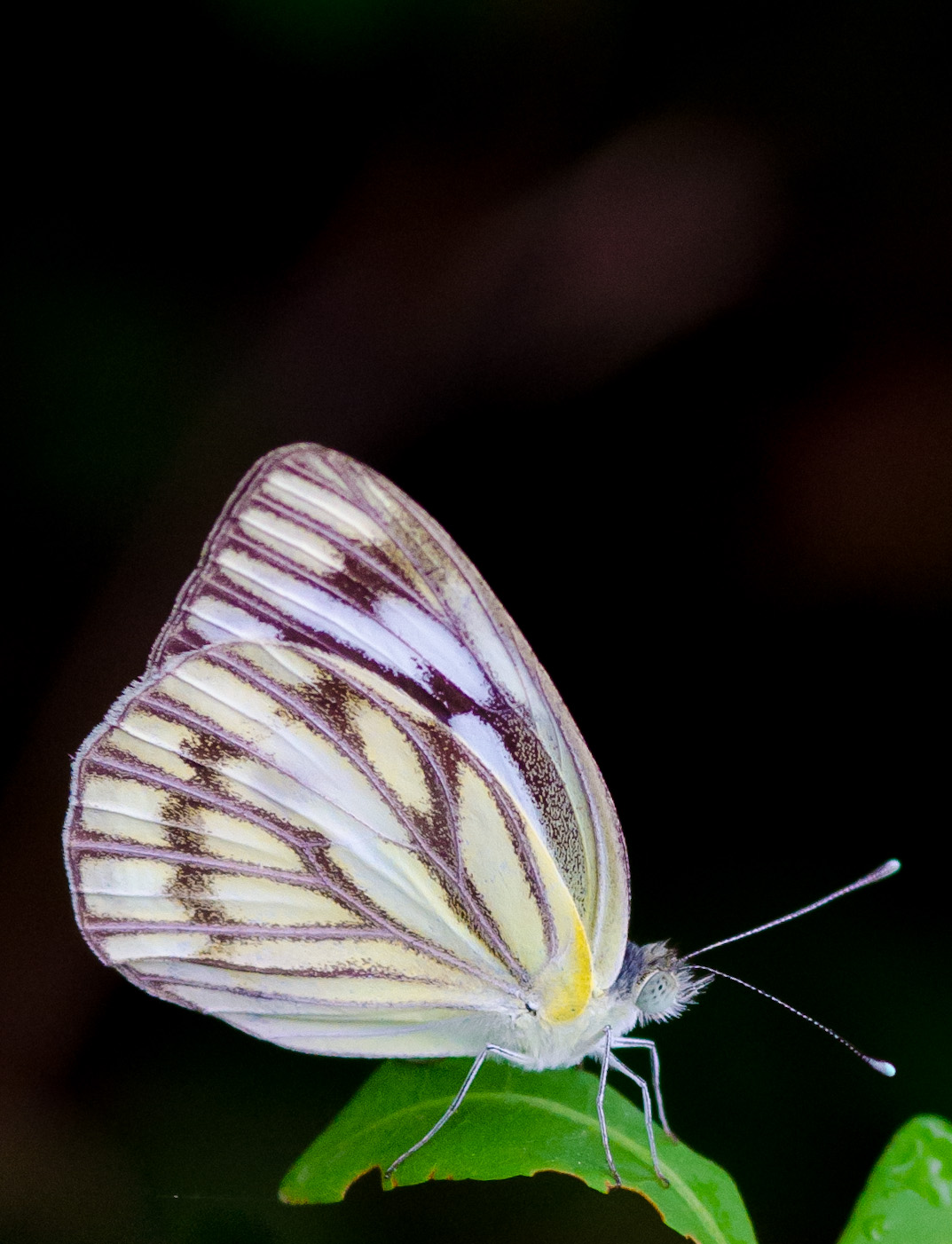
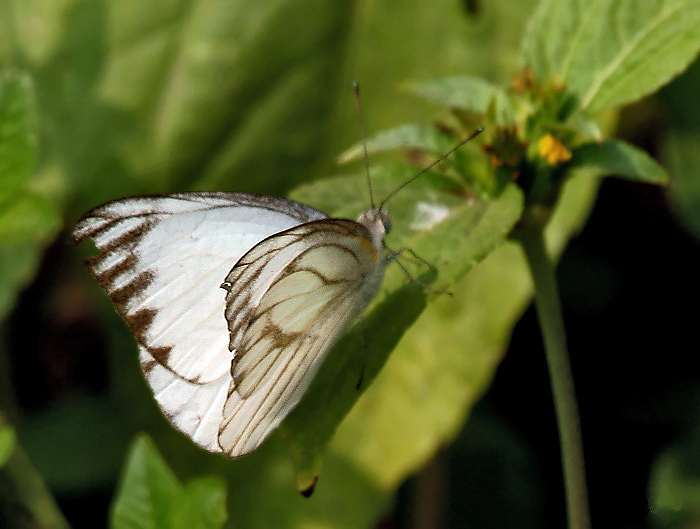